# U-591
Unterseeboot 591 foi um submarino alemão do Tipo VIIC, pertencente a Kriegsmarine que atuou durante a Segunda Guerra Mundial.

## Comandantes
| Comandante                  | Data                                           |
| --------------------------- | ---------------------------------------------- |
| Kptlt. Hans-Jürgen Zetzsche | 9 de outubro de 1941 - 8 de setembro de 1942   |
| Oblt. Peter Schrewe         | 9 de setembro de 1942 - 12 de novembro de 1942 |
| Kptlt. Hans-Jürgen Zetzsche | 12 de novembro de 1942 - 17 de maio de 1943    |
| Ltn. Joachim Sauerbier      | 15 de maio de 1943 - 17 de maio de 1943        |
| Oblt. Reimar Ziesmer        | 1 de junho de 1943 - 30 de julho de 1943       |

## Subordinação
Durante o seu tempo de serviço, esteve subordinado às seguintes flotilhas:
| Período                                     | Flotilha                                   |
| ------------------------------------------- | ------------------------------------------ |
| 9 de outubro de 1941 - 1 de janeiro de 1942 | 6. Unterseebootsflottille (treinamento)    |
| 1 de janeiro de 1942 - 30 de junho de 1942  | 6. Unterseebootsflottille (serviço ativo)  |
| 1 de julho de 1942 - 31 de maio de 1943     | 11. Unterseebootsflottille (serviço ativo) |
| 1 de junho de 1943 - 30 de julho de 1943    | 9. Unterseebootsflottille (serviço ativo)  |

## Operações conjuntas de ataque
O U-591 participou das seguinte operações de ataque combinado durante a sua carreira:
- Rudeltaktik Schlei (21 de janeiro de 1942 - 12 de fevereiro de 1942)
- Rudeltaktik Bums (6 de abril de 1942 - 10 de abril de 1942)
- Rudeltaktik Greif (14 de maio de 1942 - 29 de maio de 1942)
- Rudeltaktik Nebelkönig (27 de julho de 1942 - 13 de agosto de 1942)
- Rudeltaktik Ungestüm (11 de dezembro de 1942 - 30 de dezembro de 1942)
- Rudeltaktik Sturmbock (21 de fevereiro de 1943 - 26 de fevereiro de 1943)
- Rudeltaktik Wildfang (26 de fevereiro de 1943 - 5 de março de 1943)
- Rudeltaktik Westmark (6 de março de 1943 - 11 de março de 1943)
- Rudeltaktik Seewolf (21 de março de 1943 - 30 de março de 1943)